# Claudia Heunis
Claudia Heunis (née le 1er mai 1989) est une athlète sud-africaine, spécialiste du 100 mètres haies.

## Biographie
Elle remporte la médaille d'or du 100 mètres haies lors des championnats d'Afrique 2016, à Durban, en portant son record personnel à 13 s 35. 

### Palmarès
| Date | Compétition                    | Lieu        | Résultat | Épreuve     | Temps   |
| ---- | ------------------------------ | ----------- | -------- | ----------- | ------- |
| 2007 | Championnats d'Afrique juniors | Ouagadougou | 3e       | 100 m haies | 14 s 48 |
| 2012 | Championnats d'Afrique         | Porto Novo  | 7e       | 100 m haies | 13 s 97 |
| 2012 | Championnats d'Afrique         | Porto Novo  | 4e       | 4 x 100 m   | 45 s 56 |
| 2015 | Jeux africains                 | Brazzaville | 5e       | 100 m haies | 13 s 45 |
| 2016 | Championnats d'Afrique         | Durban      | 1re      | 100 m haies | 13 s 35 |

### Records
| Épreuve     | Performance | Lieu     | Date         |
| ----------- | ----------- | -------- | ------------ |
| 100 m haies | 13 s 23     | Pretoria | 25 mars 2017 |